# Babylone (banda)
Babylone (en árabe: بابيلون‎) es un grupo musical argelino, una banda establecida en 2012. Es un sexteto con tres principales miembros: Amine Mohamed Djemal, Rahim El Hadi y Ramzy Ayadi.
En 2013, la banda lanzó el álbum de estudio Brya, después del gran éxito de su simple "Zina"  ganó la Canción Argelina del Año durante los "Galardones de Música Argelina de 2014" con la banda ganadora de la "Banda argelina del año". Babylone canta principalmente en árabe argelino en un estilo musical conocido como "estilo dziri", siendo world music argelino con varias influencias musicales internacionales.

## Carrera
La banda fue lanzada en 2012, por Amine Mohamed Djemal, cantautor y por Rahim El Hadi, guitarrista y compositor procedente de una familia muy musical. Amigos de la infancia, ambos originarios de Gouraya, Tipaza, Argelia. Con Djemal especializado en odontología y El Hadi como especialista en software, unieron fuerzas con Ramzy Ayadi, un colega universitario y guitarrista / compositor originario de Constantine, Argelia, que se especializaba en ese momento como ingeniero de software en la misma universidad. El avance de la banda llegó cuando fueron presentados en el popular programa de radio argelino "Serial Taggeur" que alentó a los jóvenes talentos musicales en el país..
Para lograr un sonido más completo, tanto en estudio como en conciertos en vivo, se les unen el guitarrista Rafik Chami, el bajista Redouane Nehar y el percusionista Fouad Tourki. Su álbum debut Brya (La carta) se lanzó en junio de 2013, con diez temas, incluyendo el hit masivo de la banda "Zina" producido por Aswatt Studio. El tema ganó la "Canción del año", en Argelia.
El grupo promueve la tradición popular argelina de varias regiones, mezclándolas con estilos andaluces, árabes, mediterráneos, occidentales, orientales y africanos. En 2015, el grupo fue nominado como uno de los seis finalistas del "Mejor Grupo Tradicional de África" durante el Kora Awards (The KORA All Africa Music Awards 2016).
Cuando Babylone tocó en septiembre de 2014, agotó la sentardas, en el Arab World Institute en París; el grupo rápidamente se encuentra con un éxito fenomenal, incluso a través de las redes sociales y el ahora inevitable YouTube. Así, su canción "Zina" cuenta con más de 31 millones de visitas.
Babylone sopla así un viento fresco sobre una tradición musical argelina marcada por el regionalismo y la tradición. Esas tradiciones se inspiran en un sincretismo musical que mezcla influencias andaluzas, árabes, mediterráneas, orientales y africanas. En el oeste de Orán, el poderoso rai, lleno de instrumentos electrónicos y vibratos, se encuentra en Argel, con su Chaabi clásico, que deriva de la música árabe-andaluza: la percusión, los violines y las mandolinas imponen sus ritmos. La música cabilia también sabe que su estilo de poemas bereberes a la música a veces suena a la única guitarra. Al oeste, el famoso Malouf Constantinois, una mezcla de música árabe-andaluza y oriental, al sur, el Diwane de los tuaregs.

## Miembros
Principales
- Amine Mohamed Djamel - vocalista y guitarrista
- Rahim El Hadi - guitarra solista
- Ramzy Ayadi -

Auxiliares
- Rafik Cham - guitarra
- Redouane Nehar - bajo
- Fouad Tourki - percusiones

## Discografía

### Álbumes
- 2013: Brya

### Simples
- 2012: "Zina"
- 2014: "Kahlete Laâyoune"
- 2017: "Bekitini"
- 2018: "La La"
- 2018: "Alach"